# Zelenonoga tukalica
Zelenonoga tukalica (znanstveno ime Gallinula chloropus) je ptica iz družine tukalic, ki živi skoraj po vsem svetu v gosto zaraščenih močvirjih, ribnikih, manjših vodotokih ipd.
Je lahko prepoznaven ptič velikosti goloba z razmeroma dolgim repom in dolgimi nogami zelene barve (odtod vrstno ime) z dolgimi prsti, a brez plavalne kožice. Rdeča barva kljuna se nadaljuje v kožno gubo na čelu, konica kljuna pa je rumene barve. Perje je večinoma sivomodro, le po vrhu telesa je olivne barve. Na bokih ima belo črto, ki se proti repu spušča in ob pogledu od zadaj tvori obliko črke V. Bela je tudi spodnja stran repa, s črno progo v sredini. Rep največkrat nosi visoko privzdignjen, med hojo z njim trza. Samec in samica se po perju ne ločita.
Mladiči so sivo-rjave barve, po licih in grlu umazano beli, enako kot odrasli imajo belo črto na boku in belo spodnjo stran repa. Rdeče kožne gube na čelu nimajo.
Vrsta se prehranjuje z raznolikim vodnim rastlinjem in majhnimi vodnimi živalmi (polži, ličinke žuželk ipd.), ki jih išče v gosto poraščenih vodotokih, občasno pa zaide v iskanju hrane tudi stran od vode. Večinoma so to zelo plašne živali, ki se hitro skrijejo med rastlinje kadar jih kaj zmoti, vendar so se za razliko od sorodne liske ponekod navadile bližine ljudi in se brezskrbno sprehajajo na prostem v parkih.
V območjih z zmernim podnebjem gnezdi spomladi s pričetkom od sredine marca do sredine maja. Samica izleže največkrat 8 jajc v gnezdo, ki ga par splete v gostem rastju na vodi. Jajca, ki jih grejeta oba starša, se izležeta po približno treh tednih. Prav tako oba starša skrbita za mladiče, ki se osamosvojijo po dveh do treh mesecih in imajo lastna legla naslednjo pomlad. Kasneje v sezoni ima lahko par ob ugodnih pogojih še eno leglo, ki pa je po navadi manjše. Posebnost zelenonoge tukalice je, da pri vzgoji tega legla sodelujejo tudi mladiči iz prvega.

## Razširjenost in podvrste
Je najpogostejši in najbolj razširjen predstavnik družine tukalic, ki poseljuje večji del Evrazije razen Severne Azije, Afriko razen suhih ter tropskih delov, poleg tega pa še večino ozemlja Amerik razen skrajnega severnega in južnega dela ter Amazonije. V Sloveniji je splošno razširjena, pozimi pa je možno večje skupine opazovati le ob obali, a tudi tu številčnost od oktobra do februarja močno upade. V notranjosti se pozimi zadržujejo le posamezni osebki.
Prepoznanih je 12 podvrst, ki se med seboj ločijo večinoma le po odtenku obarvanosti perja in velikosti, zato jih je po telesnih značilnosti težko razločiti. Zanesljivejši znak je tako lokaliteta, ki pa prav tako ni popolnoma zanesljiv, saj se osebki lahko selijo. Opisanih je bilo še več podvrst, a se te večinoma obravnavajo kot sinonimi.
Sprejete so naslednje podvrste:
- Gallinula chloropus chloropus (Linnaeus, 1758); od severozahodne Evropa do severne Afrike, vzhodno do centralne Sibirije in od vlažnih območij južne Azije do Japonske ter centralne Malezije. Prisotna tudi na Šri Lanki, Kanarskih otokih, Azorih, Madeiri in Zelenortskih otokih.

- G. c. galeata (Lichtenstein, 1818); celoten hrbet s perutmi enakomerno sivkasto-modro-rjav. Na Trinidadu, v Gvajani in v Braziliji južno od Amazonije do severne Argentine ter Urugvaja.

- G. c. orientalis (Horsfield, 1821); majhna, s sivimi krovnimi peresi na zgornji strani peruti in veliko kožno gubo na čelu. Na Sejšelih, Andamanskem otočju in južna Malezija do Indonezije. Tudi na Filipinih in Palau.

- G. c. meridionalis (C.L. Brehm, 1831); podobna G.c. orientalis, a z manjšo kožno gubo. V podsaharski Afriki in na Otoku Svete Helene.

- G. c. pyrrhorrhoa (Newton, 1861); podobna G. c. meridionalis, a s puhastim perjem pod repom. Na Madagaskarju, Réunionu, Mauriciusu in Komorih.

- G. c. garmani (Allen, 1876); podobna kot G. c. galeata, le nekoliko večja. V Andih od Peruja do severozahodne Argentine.

- G. c. sandvicensis (Streets, 1877); velika kožna guba na čelu, nart je na sprednji strani oranžno-rdeča. Endemit Havajskega otočja.

- G. c. cerceris (Bangs, 1910); dolg kljun, velika stopala, manj rjava po hrbtu. Na Antilih razen Trinidada in Barbadosa ter južni Floridi.

- G. c. cachinnans (Bangs, 1915); podobna G. c. cerceris, a obarvanost zgornjega dela bolj spominja na G.c. chloropus. Od jugovzhodne Kanade preko ZDA (razen notranjosti) do zahodne Paname; tudi na Galapagosu in Bermudih.

- G. c. pauxilla (Bangs, 1915); podobna G. c. cerceris, a manjša. V nižinah vzhodne Paname do severozahoda Peruja.

- G. c. guami (Hartert, 1917); zelo temno obarvana. Endemit severnega dela Marianskega otočja.

- G. c. barbadensis (Bond, 1954); podobna G. c. cerceris, a s svetlejšo glavo in vratom in manj enakomerno sivo obarvanostjo ostalega telesa. Endemit Barbadosa.

Podvrsta G. c. galeata, razširjena v Novem svetu, je bila najprej opisana kot ločena vrsta Gallinula galeata Lichtenstein, 1818, kasneje pa je bila skupaj z nekaterimi ostalimi vključena v evrazijsko. Leta 2011 je Ameriško ornitološko združenje odločilo o spremembi klasifikacije in od takrat podvrste iz Novega sveta znova obravnavajo kot ločeno vrsto, na podlagi razlik v oglašanju in molekularnih znakih. Ostale ornitološke organizacije temu še niso sledile, zato taksonomski status podvrst zelenonoge tukalice še ni dokončno dorečen.